# Klosstjärnen (Nordmarks socken, Värmland, 664123-140800)
Klosstjärnen är en sjö i Filipstads kommun i Värmland och ingår i Göta älvs huvudavrinningsområde.